# Edmund Bruce Ball
Edmund Bruce Ball FRSE (Thetford, Norfolk, 21 de maio de 1873 — 17 de junho de 1944) foi um engenheiro hidráulico inglês.
Foi presidente do Institution of Mechanical Engineers em 1939.